# Gabrovizza (Comeno)
Gabrovizza (in sloveno Gabrovica pri Komnu, già Gabrovica; in italiano in passato Gabravizza) è un centro abitato della Slovenia, frazione del comune di Comeno.
È capoluogo della comunità locale di Gabrovizza-Coljava, una delle 20 in cui si suddivide il comune.

## Storia
Dopo la caduta dell'Impero romano, e la parentesi del Regno ostrogoto, a seguito della Guerra gotica promossa dall'imperatore Giustiniano I il suo territorio entrò a far parte dei domini bizantini.

Dopo la calata, nel 568, attraverso la Valle del Vipacco nell'Italia settentrionale dei Longobardi, seguiti poi da popolazioni slave, rimase sotto dominio bizantino (il confine tra l'Istria bizantina e il Regno longobardo era fissato su una linea poco più a nord-ovest che da Sistiana passava per Sella di Bivio). Dopo una parentesi di dominazione longobarda dal 751 ad opera del loro re Astolfo, questa parte del Carso assieme all'Istria tornò in mano bizantine dal 774.
Annientati i Longobardi, Carlo Magno, re dei Franchi, nel 788 occupò anche l'Istria bizantina inglobandola nel Regnum Italiae affidato da Carlo al figlio Pipino; nell'803 venne istituita la Marchia Austriae et Italiae che comprendeva il Friuli, la Carinzia, la Carniola e l'Istria. Alla morte di Pipino nell'810, il territorio passò in mano al figlio Bernardo.

Con la morte di Carlo Magno nell'814 la carica imperiale passò a Ludovico I che affidò il Regno d'Italia al suo primogenito Lotario, il quale già nell'828 (dopo aver deposto Baldrico per non aver saputo difendere le frontiere orientali dagli Slavi) divise la parte orientale del Regno, ossia la Marca Orientale (o del Friuli), in quattro contee: Verona, Friuli, Carniola e Istria (comprendente il Carso e parte della Carniola interna). Da allora le contee del Friuli e dell'Istria vennero conglobate nella nuova “marca d'Aquileia”, come parte del Regno d'Italia.
In seguito al Trattato di Verdun, nell'843, il suo territorio entrò a far parte della Lotaringia in mano a Lotario I e più specificatamente dall'846 della Marca del Friuli, in mano al marchese Eberardo a cui succedettero prima il figlio Urnico e poi l'altro figlio Berengario.
Cessato il dominio franco con la deposizione di Carlo il Grosso, Berengario, divenuto re d'Italia, passò il marchesato aquileiese al suo vassallo Vilfredo che venne poi nell'895 da lui nominato marchese del Friuli e dell'Istria.
Nel 951 passò alla Marca di Verona e Aquileia; dopo un'iniziale sottomissione al Ducato di Baviera dal 952, nel 976 passò al Ducato di Carinzia appena costituito dall'imperatore Ottone II.
Dal 1027 il suo territorio fece parte del Patriarcato di Aquileia, che da quell'anno venne proclamato da Corrado II, nella dieta di Verona, “feudo immediato dell'impero”, venendo così tolto dalla dipendenza dei duchi di Carinzia; nel 1077 il Patriarcato venne innalzato (e costituito dall'imperatore Enrico IV) a Principato ecclesiastico di Aquileia, che ebbe influenza, mediante apposito diploma emesso lo stesso anno dall'imperatore, anche sulla marca di Carniola e sulla contea dell'Istria (quest'ultima già dal 1040 avente lo status di Marchia et Comitatus Histriae, e dal 1070 ceduta dall'imperatore a Marquardo III di Eppenstein; Marquardo III, aveva sposato Edvige o Haldemud, figlia di Wilpurga e Variento, duca del Friuli e signore di Gorizia, dal quale ereditò le signorie isontine).
Nel 1500 passò alla Casa d’Asburgo, mentre nel 1512 entrò insieme alla Contea di Gorizia nel Circolo austriaco del Sacro Romano Impero, per poi far parte, dal 1754, della Contea di Gorizia e Gradisca.
Con il trattato di Schönbrunn (1809) entrò a far parte delle Province Illiriche.
Col Congresso di Vienna nel 1815 rientrò in mano austriaca nel Regno d'Illiria nel Distretto San Daniele del Circolo di Gorizia, con denominazione Gabravizza, come comune catastale autonomo comprendente anche l'insediamento di Zuliava (Coljava) dell'attuale comune di Comeno; passò in seguito sotto il profilo amministrativo al Litorale austriaco nel 1849 sempre come comune amministrativo autonomo assumendo la denominazione di Gabrovizza (in sloveno Gabrovica) e mantenendo la medesima circoscrizione territoriale.
Durante la prima guerra mondiale era parte della linea difensiva austro-ungarica del Fronte dell’Isonzo. Nelle vicinanze dell'insediamento passava la Benzin-Elektrobahn, una ferrovia di guerra che collegava Duttogliano a Castagnevizza del Carso su una lunghezza di 22 km. Tale ferrovia serviva a rifornire le truppe austriache combattenti sul fronte dal Dosso Faiti al solco di Brestovizza. Si impiegavano motrici benzo-elettriche: il motore a scoppio era accoppiato a un generatore di corrente continua che forniva energia per i motori di trazione installati sia sulla motrice sia sui carri che costituivano il convoglio. Le motrici elettriche furono adottate per ragioni di mimetismo: i fumi del vapore avrebbero svelato la presenza dei convogli alle artiglierie italiane.
Dopo la prima guerra mondiale fu annessa al Regno d’Italia e venne congiunta alla Provincia di Gorizia sempre come comune autonomo, che includeva sempre la frazione di Zoliava/Zolliava (Coljava).

In seguito all'abolizione della stessa Provincia nel 1923, passò alla Provincia del Friuli nel Circondario di Gorizia; nel 1927 passò alla ricostituita Provincia di Gorizia, mentre nel 1928 il comune di Gabrovizza venne abolito e quindi annesso a quello di Comeno.
Fu soggetto alla Zona d'operazioni del Litorale adriatico (OZAK) tra il settembre 1943 e il maggio 1945 e tra il giugno 1945 e il 1947, trovandosi a ovest della Linea Morgan, fece parte della Zona A della Venezia Giulia sotto il controllo Britannico-Americano del Governo Militare Alleato (AMG); passò poi alla Jugoslavia e quindi alla Slovenia.